# Die Forsyte-Saga
Die Forsyte-Saga (englisch The Forsyte Saga) ist eine Roman-Trilogie mit zwei kurzen Einschüben, die zwischen 1906 und 1921 vom britischen Literaturnobelpreisträger John Galsworthy veröffentlicht wurde. Der Autor erhielt den Nobelpreis für Literatur 1932, kurz vor seinem Tode, mit der Begründung: „für die vornehme Schilderungskunst, die in ‚The Forsyte Saga‘ ihren höchsten Ausdruck findet“. Im Werk werden die Ereignisse in einer Familie, die der oberen Mittelschicht Englands Ende des 19. und Anfang des 20. Jahrhunderts angehört, beschrieben. Das Romanwerk thematisiert das Leben der fiktiven Familie Forsyte in ihren verschiedenen Schattierungen. Im Mittelpunkt steht Soames Forsyte, der als Prototyp seiner ökonomisch erstarkten bürgerlichen Klasse die vom viktorianischen Lebensgefühl geprägten Familienideale und sein Vermögen zu wahren versucht. Die Geschichte entspannt sich in dramatischen Ereignissen, die den vier Generationen umfassenden Kampf zwischen Familientradition und Befreiung von gesellschaftlichen Fesseln zum Gegenstand hat. Dabei treten zahlreiche Charaktere der weitverzweigten Forsyte-Familie in Erscheinung und offenbaren in ihren Widersprüchlichkeiten das Ende einer Epoche. 
Einzelne Teile der Saga, wie der erste Roman Der Besitzmensch, wurden unter anderem 1949 mit dem Titel Das Schicksal der Irene Forsyte (That Forsyte Woman) verfilmt. 1967 produzierte die BBC eine sechsundzwanzigteilige Fernsehserie und 2002/03 erfolgte eine Neuauflage des Senders ITV unter dem Titel The Forsyte Saga.

## Aufbau
Das Buch setzt sich aus drei Einzelromanen zusammen. Der Titel des ersten Teils lautet Der Besitzmensch (erschienen 1906). Es folgt ein Einschub namens Nachsommer eines Forsyte (1918), der vor dem zweiten Roman steht, dessen Titel In den Schlingen des Gesetzes (1920) ist. Zwischen Teil zwei und drei steht der zweite Einschub Erwachen (1920), bis der dritte Teil Zu vermieten (1921) die Saga abschließt.

## Inhalt

### Der Besitzmensch (auchDer reiche Mann, 1906)
Das erste Buch beginnt 1886, im Viktorianischen Zeitalter mit der Verlobung zwischen June Forsyte und Philip Baynes Bosinney, einem Architekten. June ist die Tochter des in Ungnade gefallenen jüngeren Jolyon, der die Familie wegen einer aus der Sicht der übrigen Familienmitglieder nicht standesgemäßen Heirat verließ. Erst nach fünfzehn Jahren nimmt sein Vater, Jolyon der Ältere, wieder Kontakt mit seinem Sohn auf. Das Familienoberhaupt sorgte in diesen Jahren für seine Enkelin June. Die Verlobung mit Bosinney, welcher boshaft "der Freibeuter" genannt wird, sorgt für Unmut in der Familie. Soames Forsyte, der Sohn von James und ein Neffe des älteren Jolyon, ist mit Irene, einer außerordentlich schönen Frau und geborenen Heron, verheiratet. Die Ehe verläuft unglücklich, nachdem Irene erst nach langem und hartnäckigem Werben Soames auf dessen Drängen nachgab. Anfangs ist June eng mit Irene befreundet. Dieses Verhältnis ändert sich schlagartig, als Bosinney, der von Soames beauftragt wurde, für ihn, den jungen Forsyte, ein Haus zu bauen, anscheinend eine Affäre mit Soames Gattin Irene hat. Währenddessen stirbt die älteste der alten Forsytes, Tante Ann. Die Trauerfeier wird zu einem Schaulaufen der alten Generation, die sich entsetzt darüber äußert, auch sterblich zu sein.
Das Verhältnis zwischen Soames Forsyte und seiner Ehefrau Irene verschlechtert sich zusehends. Die Kosten des Hauses übersteigen das von Soames genehmigte Budget bei weitem und er verklagt den Architekten Bosinney auf Schadensersatz. Währenddessen werden Bosinney und Irene gesehen, wie sie gemeinsam aus einem Farnhain kommen. Es kommt zum Prozess zwischen Soames Forsyte und Philip Baynes Bosinney, den der junge Architekt in Abwesenheit vor Gericht verliert. Irene verlässt Soames nach einer Vergewaltigung fluchtartig und lässt beinahe all ihre Habseligkeiten zurück. Die Gerüchte um eine Affäre Irenes mit dem mittellosen Bosinney sind bestätigt. 
Kurze Zeit später erhält James, der Vater von Soames, die Nachricht, dass Bosinney von einem Wagen überfahren wurde und seinen Verletzungen erlegen ist. Alles deutet zunächst auf einen Selbstmord des nun bankrotten Architekten hin. Diese Vermutung bestätigt sich jedoch nicht. Bosinney starb wegen einer Unachtsamkeit. Irene, die vor Soames geflohen ist, kehrt, nachdem sie vom Tod ihres Geliebten erfahren hat, ein letztes Mal zu ihrem Ehemann zurück, um ihn endgültig zu verlassen.

### Nachsommer / Nachsommer eines Forsyte (1918, erster Einschub)
Die Handlung setzt zu Beginn der 1890er ein. Seit den Ereignissen des ersten Teils sind mittlerweile vier Jahre vergangen. Jolyon, der jetzt mit seinem Sohn, dessen Familie und seiner Enkelin June in Soames ehemaligem Haus lebt, fühlt sich einsam, weil bis auf seine beiden Enkelkinder die restliche Familie in Spanien weilt. Er bekommt unerwartet von Irene Besuch und lädt sie öfters zu sich ein, damit sie ihm Gesellschaft leiste und Holly, der Tochter des jungen Jolyon, Klavierunterricht gebe. Irene lebt mittlerweile in Chelsea in einer kleinen Wohnung und kümmert sich um arme Frauen. Jolyon genießt ihre Gegenwart und beschließt, Irene in seinem Testament mit 15.000 Pfund zu bedenken. Als der alte Jolyon Forsyte eines Tages auf Irenes Besuch wartet, schläft er im Garten ein und stirbt. 

### In Fesseln / In den Schlingen des Gesetzes (1920)
Sieben Jahre sind seit dem Tod des alten Jolyon vergangen. Kurz vor der Jahrhundertwende vom 19. zum 20. Jahrhundert lernt Soames, dem es gelungen ist, sein Vermögen beträchtlich zu vermehren, eine Französin namens Annette Lamotte kennen. Helène, die zweite Frau des jüngeren Jolyon stirbt. Montague (Monty) Dartie, ein Lebemann und der Ehemann von Winifred, einer Tochter von James Forsyte, wird wegen der Liebe von James zu seinen Enkeln geduldet und finanziell unterstützt. Dartie setzt daraufhin sein ganzes Geld auf ein Rennpferd und verliert es. Der Mann bedroht seine Gattin, nachdem sie ihn des Diebstahls ihres Schmuckes bezichtigt hat. Es handelt sich dabei um wertvolle Perlen, die eigentlich James, Winifreds Vater, gekauft hatte. Montague Dartie verlässt daraufhin seine Frau und die vier Kinder und flieht mit einer spanischen Tänzerin nach Buenos Aires. Winifred ruft ihren Bruder Soames um Hilfe an, damit er sie bei den Scheidungsformalitäten unterstütze. James, dem nach eigenen Aussagen „nie etwas erzählt wird“, soll davon nichts erfahren. Inzwischen stirbt Roger, James Bruder, der von dessen Tod ebenfalls nicht informiert wurde. Ein halbes Jahr später kehrt plötzlich Monty Dartie verwahrlost zurück und wird von Winifred unter strengen Bedingungen wieder in ihr Haus aufgenommen.
Der junge Jolyon lebt inzwischen in Robin Hill, dem Haus, das Bosinney für Soames erbaut hatte. Er ist mittlerweile durch seine Aquarellmalerei berühmt geworden. Soames strebt zur selben Zeit die Scheidung von Irene an. Als er jedoch Irene zum ersten Mal nach über zwölf Jahren einen Besuch abstattet, flammt die alte Liebe zu ihr wieder auf. Der reiche Mann will sie um jeden Preis zurückgewinnen. Jolyon macht inzwischen Irene Avancen und verkehrt mit ihr in Paris. Soames engagiert einen Detektiv, der den beiden nachspioniert. Schließlich reist er rasend vor Eifersucht nach Paris und trifft Irene, die angewidert von ihm nach England zurückkehrt. Der gekränkte Mann will ihr einen Brief hinterlassen und droht seiner Frau, wenn sie die Liaison mit Jolyon fortsetze, „ihm das Leben unerträglich zu machen“. Nach der Scheidung von Irene heiratet Soames kurz vor Königin Viktorias Tod, ein Ereignis, welches das Ende einer Epoche darstellt, im Januar 1901 die Französin Annette Lamotte. Bei der Geburt des ersehnten Sohnes und Stammhalters kommt es zu Komplikationen. Soames muss sich entscheiden, ob das Kind oder die Mutter überleben soll. Er zögert und Soames wird eine Tochter geboren, Fleur. Annette überlebt die Geburt, wird aber von ihrem Gatten nicht besucht, weil Soames inzwischen an das Totenbett seines Vaters gerufen wurde. James liegt wegen einer Lungenentzündung im Sterben und erstickt schließlich. Sein Sohn kehrt daraufhin zu Frau und Kind zurück, einem Kinde, welches er als „sein Eigentum“ betrachtet. Jolyon und Irene werden kurz nach ihrer Vermählung Eltern eines Sohnes, dem sie den Namen Jolyon, genannt Jon, geben. 
Val, Winifreds und Montague Darties Sohn, der in Oxford studieren soll, lernt kurz vor seiner Abreise Holly, Jolyons Tochter aus zweiter Ehe kennen und verliebt sich in sie. Während des für ihn demütigenden Scheidungsprozesses seiner Mutter bittet Val Holly, ihn zu heiraten. Jolly, Hollies Bruder, hört dies und fordert Val auf, mit ihm als Soldat einzurücken, um im Burenkrieg zu kämpfen. Val nimmt an und wird in seiner Familie als Held gefeiert. Nach wenigen Monaten erkrankt Jolly in Südafrika an Typhus und verstirbt daran. Während eines Fronturlaubs heiratet Val Holly. Das junge Ehepaar verbindet damit zwei verfeindete Forsyte-Linien – die von James und Soames auf der einen und die von Jolyon, dem Älteren und Jolyon, dem Jüngeren, auf der anderen Seite.

### Erwachen (1920, zweiter Einschub)
Der zweite und kürzere Einschub, der im Jahr 1909 spielt, handelt von der unbeschwerten Kindheit von Jon Forsyte, dem Sohn von Irene und Jolyon. Der Achtjährige verbringt seine Zeit damit, phantasievolle Spiele zu spielen. Es ist eine Zeit, in der die Kindererziehung – zumindest die seine – locker gehandhabt wird.

### Zu vermieten (1921)
Der dritte Roman schließt die Forsyte-Saga ab. Fleur, Soames Tochter, und Jon, Jolyons Sohn, verlieben sich ineinander. Sie wissen jedoch nichts von der Vergangenheit ihrer Eltern, wie zum Beispiel der Ehe zwischen Soames und Irene, Jons Mutter. Eines Tages entdecken Soames, Jolyon und Irene die Romanze der beiden und verbieten ihnen den Kontakt. Jolyon warnt seinen Sohn, wenn er sterbe, werde niemand seine Gemahlin Irene vor seinem Cousin und ihrem Ex-Ehemann schützen können. Michael Mont, ein Sohn aus adeliger Familie, macht indessen Fleur Avancen. Nach der Hochzeit mit ihm steigt die Familie vom Status der Neureichen in den Stand des Hochadels auf. Onkel Timothy stirbt am Ende der Saga im hohen Alter von einhundert Jahren.

## Charaktere
Soames Forsyte (1855–1926) ist der Sohn von James. Als Prototyp des wohlhabenden Engländers wird er als kühl, brutal, stolz und verschlossen dargestellt. Er verkörpert die egoistischen Prinzipien einer Gesellschaft, die sich durch scheinbar unbegrenzten materiellen Wohlstand der Selbstzufriedenheit und Anmaßung hingibt. Nach langem und erfolgreichem Werben ehelicht er Irene, die ein Verhältnis mit dem Architekten Philip Bosinney eingeht. Nach 17 Jahren der Trennung und einer demütigenden Scheidung ehelicht er die wesentlich jüngere Annette Lamotte, die ihm einen Sohn schenken soll. Soames ist Rechtsanwalt und der Hoffnungsträger der Familie Forsyte. Er wurde von Jolyon dem Älteren abschätzend als "der Besitzmensch" (man of property) bezeichnet. Statt des erhofften Stammhalters wird ihm eine Tochter, Fleur, geboren. Die Enttäuschung darüber ist nicht zu verkennen. 
Der junge Jolyon Forsyte (1847–1920) ist der Sohn von Jolyon dem Älteren. Er ist ein warmherziger, ironischer und freundlicher, manchmal naiver Mann. Nach seiner ersten Ehe mit Frances Crisson, der June entstammt, heiratete er 1880 Heléne Hilmer. Diese Verbindung führt zu großer Enttäuschung innerhalb der Familie und zum Bruch mit derselben. Aus dieser Ehe entspringen Jolly, der im Burenkrieg an Typhus stirbt, und Holly. Nach dem Tod Helénes heiratet Jolyon Irene, die geschiedene Frau von Soames. Damit vertieft sich die lange andauernde Feindschaft mit seinem Cousin Soames. Jolyon kommt seinem ewigen Konkurrenten Soames mit der Geburt seines Sohnes Jolyon, genannt Jon, zuvor. 
June Forsyte (* 1869) ist das älteste Kind von Jolyon Forsyte, dem Jüngeren. Ihre Mutter war Jolyons erste Ehefrau Frances Crisson. Sie war mit Anfang zwanzig mit dem Architekten Philip Bosinney verlobt, löste die Verbindung jedoch nach dem Bekanntwerden der Affäre mit Irene auf. Bis zu diesem Zeitpunkt war sie mit Irene eng befreundet. June lebte in ihrer Kindheit und Jugend getrennt von ihrem Vater bei ihrem Großvater. Nach den Ereignissen rund um Bosinney zieht sie sich zurück und wohnt seitdem bei Jolyon, dem Jüngeren. Während des Burenkrieges schließt sie sich ihrer Halbschwester Holly an und geht zum Roten Kreuz nach Südafrika. Nach ihrer Rückkehr schließt sie sich der Bewegung zur Befreiung der Frau an. Später eröffnet sie in London eine Galerie für zeitgenössische Kunst.
Jolyon Forsyte, der Ältere (1806–1892) war das Familienoberhaupt und Vater von Jolyon dem Jüngeren, mit dem er sich nach dem Bruch erst 15 Jahre später versöhnt. Er war mit Edith Moor verheiratet. Er hielt bis zu seinem Tod die Familie zusammen und pflegte deren Werte. Im Einschub Nachsommer wird seine Freundschaft zur Irene beschrieben. Jolyon, der Ältere, stirbt an dessen Ende. 
James Forsyte (1811–1901) ist Rechtsanwalt, der jüngere Bruder des alten Jolyon, Ehemann von Emily, geborene Golding, und der Vater von Soames. Er hat einen Zwillingsbruder namens Swithin, der von allen, "der Dicke" genannt wurde. Sein Leben ist ebenfalls auf die Wahrung alter Werte und Moral und besonders auf die Vermehrung des Reichtums ausgerichtet. Im Alter beklagt er oftmals, man "sage ihm nie etwas, wenn wichtige Dinge vorfallen würden". James stirbt im 90. Lebensjahr an den Folgen einer Lungenentzündung. 
Irene Forsyte (* 1863), geborene Heron, heiratet 1883 Soames, von dem sie nach langer Trennung 1900 geschieden wird. Da Irene Soames nie geliebt hat und auch nicht 'lieben lernen' konnte, leidet sie sehr unter der ehelichen Verbindung. Nach der rechtskräftig gewordenen Scheidung heiratet sie 1901 den jungen Jolyon Forsyte und gebiert ihm Jon, seinen zweiten Sohn. Sie wird als wunderschön, sinnlich und verführerisch beschrieben. 
Philip Bosinney ist ein junger Architekt und mit June, der ältesten Tochter Jolyons verlobt. Während er für Soames in Robin Hill ein Haus baut, geht er eine heimliche Liebesbeziehung mit Irene Forsyte ein. Wegen der im Verlauf der Bauarbeiten mehrfach überschrittenen Kosten wird er schließlich von Soames verklagt und in einem Verfahren schuldig gesprochen; Bosinney stirbt jedoch am Tag der Verhandlung durch einen Verkehrsunfall. Irene verlässt daraufhin ihren Gatten und zieht in eine kleine Wohnung.
Ann Forsyte (1799–1886) ist das älteste von zehn Kindern von Jolyon Forsyte, welcher „der große Dosset“ genannt wurde und seiner Frau Ann. Sie stirbt als erstes Mitglied der alten Generation und führt der Familie die schmerzhafte Erkenntnis der Sterblichkeit vor Augen. Ann lebte bis zu ihrem Tod mit ihren Schwestern Julia und Hester sowie ihrem Bruder Timothy zusammen.
Swithin Forsyte (1811–1891) ist der Zwillingsbruder von James und wird aufgrund seiner Fettleibigkeit innerhalb der Familie „der Dicke“ genannt.

## Fortsetzungen
Die Forsyte-Saga wurde von Galsworthy mit zwei weiteren Romantrilogien fortgesetzt: Moderne Komödie, bestehend aus den Romanen Der weiße Affe (1924), Der silberne Löffel (1926) und Schwanengesang (1928) sowie Das Ende vom Liede bestehend aus Ein Mädchen wartet (1931), Blühende Wildnis (1932) und Über den Strom (1933). Galsworthy verfasste außerdem ein Prequel zum Roman Der Besitzmensch mit dem Titel On Forsyte 'Change (1930).
1994 veröffentlichte Suleika Dawson den Roman The Forsytes: the Saga Continues, mit dem der dritte Band der ersten Trilogie fortgeführt wird.

## Übersetzungen
- 1910: Lise Landau
- 1925: Luise Wolf und Leon Schalit
- 1951: von Erika Kaiser und Ilse Winger gänzlich neu bearbeitete Übersetzung von Wolf/Schalit (1925)
- 1985: Jutta Schlösser

## Deutschsprachige Ausgaben
- Die drei Romane der Forsyte Saga (Zsolnay), Übersetzung Wolf/Schalit (1925), Ausgaben 1925, 1926, 1930, 1932, 1933, 1936, 1938, 1949, 1950, 1951, 1961, 1972
- Die Forsyte-Saga (Büchergilde Gutenberg), Übersetzung Wolf/Schalit (1925/1951), Ausgaben 1951, 1973, 1974
- Die Forsyte Saga (Deutsche Buch-Gemeinschaft), Übersetzung Wolf/Schalit (1925), gänzl. überarbeitet von Kaiser/Winger, Ausgaben 1953, 1973, 1986
- Die Forsyte Saga (Rowohlt), Übersetzung Wolf/Schalit (1925), Ausgaben 1954
- Die Forsyte Saga (List), Übersetzung Wolf/Schalit (1925), Ausgaben 1957, 1968
- Die Forsyte Saga (Ullstein), Übersetzung Wolf/Schalit (1925/1951), Ausgaben 1973
- Die Forsyte-Saga (Kiepenheuer), Übersetzung Schlösser (1985), Ausgabe 1985
- Die Forsyte-Saga (dtv), Übersetzung Schlösser (1985), Ausgabe 1988
- Die Forsyte Saga (Heyne), Übersetzung Wolf/Schalit (1925/1951), Ausgabe 1989
- Die Forsyte-Saga (Piper), Übersetzung Schlösser (1985), Ausgabe 2003
- Die Forsyte Saga (Melzer), Übersetzung Wolf/Schalit (1925), Ausgabe 2006
- Die Forsyte Saga (Edition Oberkassel), Übersetzung Johanna Bönisch, Ausgabe 2017[5]

## Adaptionen

### Verfilmungen
- 1949: Das Schicksal der Irene Forsyte (That Forsyte Woman) – USA – mit Greer Garson, Walter Pidgeon und Errol Flynn
- 1967: Die Forsyte Saga (The Forsyte Saga) – Großbritannien – 26-teilige Fernsehverfilmung der BBC mit Eric Porter, Nyree Dawn Porter, Kenneth More und Susan Hampshire
- 2002–2003: Die Forsyte Saga (The Forsyte Saga) – Großbritannien – 10-teilige Fernsehverfilmung in 2 Staffeln mit Damian Lewis, Rupert Graves, Gina McKee und Corin Redgrave

### Hörspiele
- "Die Forsyte Saga" (BR 2002, Regie: Leonhard Koppelmann)

## Sekundärliteratur
- Dudley Barker: John Galsworthy, Gentleman und Poet. Wien u. a.: Zsolnay 1964.
- James Gindin: John Galsworthy’s life and art. An alien’s fortress. Basingstoke u. a.: Macmillan 1987. ISBN 0-333-40812-8
- Johanna Kroener: Die Technik des realistischen Dramas bei Ibsen und Galsworthy. Leipzig: Tauchnitz 1935. (= Beiträge zur englischen Philologie; 28)
- Jan MacDonald: The "new drama" 1900–1914. Harley Granville Barker, John Galsworthy, St. John Hankin, John Masefield. Basingstoke u. a.: Macmillan 1986. ISBN 0-333-30873-5
- Ralph Hale Mottram: John Galsworthy. London u. a.: Longmans Green 1953. (= Writers and their work; 38)
- Kurt Otten: Der englische Roman. Vom Naturalismus bis zur Bewußtseinskunst. Berlin: E. Schmidt 1986. (= Grundlagen der Anglistik und Amerikanistik; 15) ISBN 3-503-02237-6
- Anne Holden Rønning: Hidden and visible suffrage. Emancipation and the Edwardian women in Galsworthy, Wells, and Forster. Bern u. a.: Lang 1995. ISBN 3-906750-07-8
- Wilhelmine Schmitz: Der Mensch und die Gesellschaft im Werke John Galsworthy. Bochum-Langendreer: Pöppinghaus 1936. (= Kölner anglistische Arbeiten; 27)
- Sanford V. Sternlicht: John Galsworthy. Boston: Twayne 1987. (= Twayne’s English authors series; 447) ISBN 0-8057-6947-1
- Rudolf Weiss: Der Januskopf der traditionellen Moderne. Die Dramenästhetik St. John Hankins und John Galsworthys. Trier: WVT 2002. (= CDE studies; 9) ISBN 3-88476-514-0